# Kirobbanó öröm
| Kattints az alábbi külső linkek egyikére! | Kattints az alábbi külső linkek egyikére! |
| ----------------------------------------- | ----------------------------------------- |
| Nem található szabad kép.(?)              |                                           |
| külső link · jogvédett                    | Burst of Joy                              |

A Kirobbanó öröm (Burst of Joy)  című kép Pulitzer-díjas fénykép, melyet az Associated Press (AP) fényképésze, Slava „Sal” Veder készített 1973. március 17-én a kaliforniai Travis Légierő-támaszponton (Travis Air Force Base). A kép a Feature Photography kategóriában lett díjnyertes 1974-ben, „amely illusztrálja egy amerikai hadifogoly visszatérését az észak-vietnámi fogságból”, ezzel az ajánlással. A kép az Egyesült Államok vietnámi háborút befejező időszakát szimbolizálja, amikor az uralkodó felfogás szerint a hazatért katonák és családtagjaik megkezdhették a gyógyulás folyamatát a háború borzalmainak befejeztével.

## A Travis-i események
Az amerikai hadifoglyok egy erre kijelölt C–141A Starlifter teherszállító repülőgépen hagyták el az északi-vietnámi transzferrepülőteret, a gép ekkor a Hanoi Taxi becenevet kapta. Március 17-én a C–141 a Travis támaszponton szállt le, Kaliforniában. Attól függetlenül, hogy mindössze 20 volt hadifoglyot szállított haza a repülőgép, mégis közel 400 hozzátartozó várta hazaérkezésüket a repülőtéren.
Robert L. Stirm alezredes beszédet mondott, „a magam és más hadifoglyok nevében, akik már hazaérkeztek a Homecoming hadművelet keretében”
A Smithsonian Magazine ezt írta a képről: „Veder, aki már állt egy újságírókkal zsúfolásig megtelt irodában, észrevette a futó családot és akkor kezdett el fotózni. „Szinte érzed az energiát és a nyers érzelmeket a levegőben” mondta az akkor 46 éves Veder”.

### A későbbi fénykép létrejötte
Veder ezt követően elrohant a támaszpont mosórészlegének egyik női vécéjébe, ahol az AP egy rögtönzött filmelőhívót épített ki a 35 mm-es filmeknek, miközben a United Press International fotósai a férfi vécében tevékenykedtek ugyanígy.
A Smithsonian Magazine szerint „kevesebb mint fél óra alatt Veder és AP-s kollégája, Walt Zeboski hat figyelemre méltó negatív képet állított elő erről az egy eseményről. Veder kiválasztotta ezt a képet, aminek a Burst of Joy nevet adta, és elküldette az AP hírügynökségnek.”

## A megörökített személyek
A fénykép az Amerikai Légierő egyik alezredesét, Robert L. Stirmet mutatja, aki háttal állt a fotósnak, miközben családjával ismét találkozik, több mint öt évnyi észak-vietnámi hadifogság után. Stirmet, akkor még őrnagyi rendfokozatban, 1967. október 27-én lőtték le Hanoi felett, miközben bombázó bevetést hajtott végre egy F–105D-vel, több helyen megsebesült. Táborból-táborba szállították, köztük a hírhedt Hanoi Hiltonban is fogva tartották, majd 39 évesen, 1973. március 14-én szabadult a hadifogságból, új egyenruhában. A kép központi eleme az apa és tizenöt éves lánya Lorrie, aki izgatottan üdvözli apját széttárt karokkal, miközben a család többi tagja a háta mögött közelít.
A külsők ellenére az egyesülés nem volt maradéktalanul örömteli Stirm számára. Három nappal korábban, mielőtt az Államokba érkezett volna, szabadulásának napján Stirm, egy tábori lelkésztől, kézhez kapott egy úgynevezett „Kedves John-levelet” (Dear John letter) feleségétől, Loretta-tól, melyben közölte, hogy kapcsolatuk véget ért és válni akar. A következő évben, 1974-ben Stirmék elváltak és Loretta újraházasodott. A Burst of Joy kép Pulitzer-díjazása után minden családtag kapott belőle egy másolatot. Mindegyikük otthonában kiemelt helyet foglal el ez a kép, kivéve Stirmét, aki nem tudta magát rávenni, hogy mutogassa magát egy képen.
A rarehistoricalphotos.com Burst of Joy, 1973 című cikke szerint Loretta Stirm férje hadifogsága idején 140 000 USD-t kapott annak fizetéséből. Válásuk után a bíróság két legkisebb gyermeküket a nőnek ítélte, utánuk a házukat, autót, a férje későbbi nyugdíjának a 40%-át és havi 300 dollárnyi gyermektámogatást (child support). Válásuk után Lorettának 1500 dollárt vissza kellett fizetnie volt férje jövedelméből, abból az időszakból, ami alatt más férfiakkal élt. Stirm bírósági pert indított volt felesége ellen, de a pert elvesztette. Ezt követően Robert anyjánál lakott San Franciscóban, ahol két idősebb gyerekével költözött. Felesége „fogságába esett” (angol szójáték a Prisoner of War és a Prisoner of Wife között (POW)).
Carolyn Kleiner Butler 2005-ös cikkében említi, melynek riportalanya Stirm idősebb lánya, hogy az események után Loretta új férjével Texas-ba költözött, Robert pedig 1977-ben ezredesi rendfokozatban leszerelt a Légierőtől, majd vállalati pilóta lett és üzletember. Újraházasodott, de ismét elvált. A 2005-ben 72 éves Robert a kaliforniai Foster City-ben lakik. Idősebbik fia fogász lett, feleségével és négy gyerekükkel a kaliforniai Walnut Creekben telepedtek le (a legidősebb tengerészgyalogos lett). Kisebbik fia is, apja nyomán, pilóta lett a Légierőnél, őrnagyi rendfokozatban, Seattle-ben él. Kisebbik lánya Cindy Pierson pincérnő, férjével és két gyerekével szintén Walnut Creekben laknak, nagyobbik lánya, a 47 éves Lorrie férjével és két lányával Mountain View-ban laknak. A legkisebbet, a szintén pilótává lett Rogert kivéve mindhárman apja közelében élnek, San Francisco térségében.
Még három évtizeddel a Stirm-család újraegyesülése után is ez a fénykép, amely számtalan könyvben, antológiában és kiállításon lett publikálva, megmaradt a nemzet kollektív tudatában. Ez a sors gyakran felmerül mint egy utóirat az ország vietnámi szerepvállalása kapcsán.

## Reakciók
A képről Robert nagyobbik lánya, Lorrie Stirm Kitching Butler 2005-ös cikkében megjegyezte, „Ez egy nagyon kedves képünk egy nagyon boldog percünkről, de mindig, amikor ránézek, eszembe jutnak azok a családok, amelyek nem egyesültek újra és azok, amelyek nem tudtak a mai napig sem újraegyesülni – sok-sok család – és én úgy hiszem, hogy én a nagyon szerencsések közé tartozom”
Donald Goldstein, a Légierő egyik nyugalmazott ezredese, és társszerzője egy prominens, vietnámi háborúról szóló fotóújságírói könyvnek, a The Vietnam War: The Stories and The Photographs-nak, mondta a Burst of Joy képről, „Évekkel egy háború megvívása után sem tudtunk győzni, egy háború, ami elszakított minket egymástól, véget ért és az országnak el kell kezdenie gyógyulni.”

## Külső hivatkozások
- Pilots from Takhli and Korat Airbases shot down between 1965-1972 Archiválva 2013. március 26-i dátummal a Wayback Machine-ben